# Vamps and Scamps
Vamps and Scamps è un cortometraggio muto del 1921 scritto e diretto da James D. Davis.

## Produzione
Il film fu prodotto dalla Century Film.

## Distribuzione
Distribuito dall'Universal Film Manufacturing Company, il film - un cortometraggio in due bobine - uscì nelle sale cinematografiche USA il 23 febbraio 1921.